# Into the Great Wide Open
Into the Great Wide Open es el octavo álbum de estudio del grupo estadounidense Tom Petty and the Heartbreakers, publicado por la compañía discográfica MCA Records en julio de 1991. El álbum, el último bajo el contrato con MCA Records, fue también segundo producido por Jeff Lynne tras el éxito de su predecesor, Full Moon Fever.
El primer sencillo, «Learning to Fly», se convirtió en su sencillo con más tiempo en el número uno de la lista estadounidense Mainstream Rock Tracks, donde pasó seis semanas. El segundo sencillo, «Out in the Cold», también llegó al número uno en la misma lista, donde se mantuvo durante dos semanas.
El videoclip de la canción «Into the Great Wide Open» incluyó la participación de Johnny Depp, Gabrielle Anwar, Faye Dunaway y Matt LeBlanc.

## Lista de canciones
Todas las canciones escritas y compuestas por Tom Petty y Jeff Lynne excepto donde se anota. 
| N.º | Título                      | Escritor(es)                         | Duración |  |
| 1.  | «Learning to Fly»           |                                      | 4:02     |  |
| 2.  | «Kings Highway»             | Tom Petty                            | 3:08     |  |
| 3.  | «Into the Great Wide Open»  |                                      | 3:43     |  |
| 4.  | «Two Gunslingers»           | Tom Petty                            | 3:09     |  |
| 5.  | «The Dark of the Sun»       |                                      | 3:23     |  |
| 6.  | «All or Nothin'»            | Tom Petty, Mike Campbell, Jeff Lynne | 4:07     |  |
| 7.  | «All the Wrong Reasons»     |                                      | 3:46     |  |
| 8.  | «Too Good to Be True»       | Tom Petty                            | 3:59     |  |
| 9.  | «Out in the Cold»           |                                      | 3:40     |  |
| 10. | «You and I Will Meet Again» | Tom Petty                            | 3:42     |  |
| 11. | «Makin' Some Noise»         | Tom Petty, Mike Campbell, Jeff Lynne | 3:27     |  |
| 12. | «Built to Last»             |                                      | 4:00     |  |

## Personal
- Tom Petty: voz, guitarra acústica, guitarra eléctrica, teclados, percusión
- Mike Campbell: guitarra de doce cuerdas, bajo, guitarra slide, dobro y teclados
- Howie Epstein: bajo y coros
- Benmont Tench: piano y acordeón
- Stan Lynch: batería y percusión
- Jeff Lynne: guitarra, bajo, piano, sintetizador, percusión y efectos de sonido
- Roger McGuinn: coros en "All The Wrong Reasons"
- Richard Tandy: sintetizador en "Two Gunslingers"

## Posición en listas
| País           | Lista                   | Posición |
| -------------- | ----------------------- | -------- |
| Alemania       | Media Control Charts    | 8        |
| Austria        | Austrian Top 75 Albums  | 7        |
| Canadá         | Canadian Albums Chart   | 4        |
| Estados Unidos | Billboard 200           | 13       |
| Noruega        | Norwegian Top 40 Albums | 5        |
| Nueva Zelanda  | New Zealand Music Chart | 12       |
| Reino Unido    | UK Albums Chart         | 3        |
| Suecia         | Swedish Albums Chart    | 2        |